# Laguna de Axotlán
La laguna de Axotlán es el cuerpo de agua más antiguo de la ciudad de Cuautitlán Izcalli, localizado en el pueblo del mismo nombre, con ubicación en el municipio de Cuautitlán Izcalli, en Estado de México.

## Historia

### Época antigua
Su data de existencia tiene registros desde cerca de 1627. Gracias a su sendero circular con un aproximado de 2.6 kilómetros, la laguna solía ser principalmente utilizada para el pastoreo de ganado, así como para la cosecha de algunas plantas de consumo humano como la flor de calabaza.

### Época contemporánea
En 2002, se empezó a planificar secar la laguna para poder hacer construcciones. Ante esto, el 23 de junio de 2003, el pueblo de Axotlán fundó el «Movimiento de defensa», con el que se logró que la laguna quedara incluida en la Declaratoria de la Poligonal Laguna de Zumpango como área natural protegida. A pesar de obtener dicha denominación, en 2010 nuevamente se intentó secarla. Tres años después, en 2013, la laguna fue completamente drenada; ante esta situación, los pobladores de Axotlán recibieron cursos sobre control de lirio, y fueron acreedores a fomentos de Conagua para la regulación y cuidado de este cuerpo de agua. Aún cuando se logró salvar la laguna con los recursos mencionados, entre 2014 y 2021, nuevamente se intentó cometer un ecocidio al pretender secarla.
En febrero de 2024, se reportó un intento de apropiamiento del sitio por personas ajenas al lugar, quienes intentaron colocar letrinas sobre el humedal aledaño a la laguna, pero lograron ser retiradas con éxito, al igual que un cerco puesto sobre un terreno en el borde del embalse que se planeaba utilizar como base de combis. En agosto del mismo año, nuevamente se informó de un intentó de perturbación en el área de la laguna por el avistamiento de construcciones y el levantamiento de una barda autorizada supuestamente por el ayuntamiento de Cuautitlán Izcalli. Al igual que en casos anteriores, los residentes de la zona se unieron para tratar de impedir dichas obras.